# Kanton Hagetmau
Kanton Hagetmau (francouzsky Canton de Hagetmau) je francouzský kanton v departementu Landes v regionu Akvitánie. Tvoří ho 18 obcí.

## Obce kantonu
- Aubagnan
- Castelner
- Cazalis
- Hagetmau
- Horsarrieu
- Labastide-Chalosse
- Lacrabe
- Mant
- Momuy
- Monget
- Monségur
- Morganx
- Peyre
- Poudenx
- Sainte-Colombe
- Saint-Cricq-Chalosse
- Serres-Gaston
- Serreslous-et-Arribans